# Brook Islands National Park
Brook Islands National Park är en nationalpark i Australien.   Den ligger i delstaten Queensland, i den nordöstra delen av landet, 1 900 km norr om huvudstaden Canberra. Brook Islands National Park ligger på Brook Islands. Arean är 64 kvadratkilometer.
Savannklimat råder i trakten. Årsmedeltemperaturen i trakten är 23 °C. Den varmaste månaden är januari, då medeltemperaturen är 25 °C, och den kallaste är juni, med 20 °C. Genomsnittlig årsnederbörd är 1 995 millimeter. Den regnigaste månaden är februari, med i genomsnitt 509 mm nederbörd, och den torraste är augusti, med 20 mm nederbörd.